# Knowlton Nash
Pour les articles homonymes, voir Nash.
Cyril Knowlton Nash, OC, O.Ont (né le 18 novembre 1927 et mort le 24 mai 2014), plus connu sous le nom de Knowlton Nash, est un journaliste, auteur, et ancien présentateur senior de longue date pour le journal télévisé phare de CBC Television, The National. Il est né à Toronto, Ontario.